# Polyzosteria
Polyzosteria es un género de cucarachas de la familia Blattidae. Fue descrito por Carlos Germán Burmeister en 1838.

## Especies
- Polyzosteria aenea Burmeister, 1838
- Polyzosteria australica (Brancsik, 1895)
- Polyzosteria cuprea Saussure, 1863
- Polyzosteria flavomaculosa Mackerras, 1965
- Polyzosteria fulgens Mackerras, 1965
- Polyzosteria invisa Walker, 1868
- Polyzosteria limbata Burmeister, 1838
- Polyzosteria magna Shaw, 1914
- Polyzosteria metallica (Shaw, 1914)
- Polyzosteria mitchelli (Angas, 1847)
- Polyzosteria obscuroviridis Tepper, 1893
- Polyzosteria oculata Tepper, 1893
- Polyzosteria pubescens Tepper, 1893
- Polyzosteria pulchra Mackerras, 1965
- Polyzosteria rouxi Chopard, 1924
- Polyzosteria terrosa Chopard, 1924
- Polyzosteria viridissima Shelford, 1909
- Polyzosteria yingina Henry, 2020